# Bengt C.W. Carlsson
Bengt Carl Wilhelm Carlsson, più noto come Bengt C.W. Carlsson (Kristianstad, 1º gennaio 1948), è un attore svedese.

## Biografia
Bengt C.W. Carlsson è nato a Kristianstad, comune della provincia di Scania, e ha studiato presso l'Accademia Teatrale di Stoccolma dal 1973 al 1976. Il suo debutto è stato il film del 1976 Långt borta och nära e da allora ha partecipato a svariate produzioni televisive e cinematografiche. Al premio dello scarabeo d'oro 2013, è stato nominato nella categoria miglior attore protagonista per il suo ruolo nel lungometraggio Lycka till och ta hand om varandra.

## Filmografia

### Cinema
- Långt borta och nära, regia di Marianne Ahrne (1976)
- Strul, regia di Clas Lindberg - cortometraggio (1982)
- På liv och död, regia di Marianne Ahrne (1986)
- Kärlek och hela alltihopa, regia di Kristina Humle - cortometraggio (1997)
- Complotto a Stoccolma (Sista kontraktet), regia di Kjell Sundvall (1998)
- Canzoni del secondo piano (Sånger från andra våningen), regia di Roy Andersson (2000)
- Van Veeteren – Carambole, regia di Daniel Lind Lagerlöf (2005)
- Varannan vecka, regia di Felix Herngren, Måns Herngren, Hannes Holm e Hans Ingemansson (2006)
- Den nya människan, regia di Klaus Härö (2007)
- You, the Living: Gioisci dunque o vivente! (Du levande), regia di Roy Andersson (2007)
- Pura vida, regia di Anders Hazelius - cortometraggio (2010)
- Millennium - Uomini che odiano le donne (The Girl with the Dragon Tattoo), regia di David Fincher (2011)
- Lycka till och ta hand om varandra, regia di Jens Sjögren (2012)
- Dom över död man, regia di Jan Troell (2012)
- Dipsomania, regia di Marko Ivkovich - cortometraggio (2014)
- Lost in Stångby, regia di Thérèse Ahlbeck - cortometraggio (2014)
- I nöd eller lust, regia di Kjell Sundvall (2015)
- Kroppen är en ensam plats , regia di Ida Lindgren - cortometraggio (2016)
- Mr. Sugar Daddy, regia di Dawid Ullgren - cortometraggio (2016)
- Die kleine Figur, regia di Tobias Bergman - cortometraggio (2017)
- Memory Metals, regia di Beata Konar - cortometraggio (2019)
- Breeder, regia di Jens Dahl (2020)

### Televisione
- Den tredje lyckan – miniserie TV, 2 episodi (1983)
- Förhöret, regia di Per Berglund – film TV (1989)
- Goltuppen – serie TV, episodio 1x02 (1991)
- Percy tårar – serie TV, episodio 1x01 (1996)
- Tre kronor – serie TV, 3 episodi (1997)
- Rederiet – serie TV, episodio 13x06 (1998)
- Skilda världar – serie TV, 4 episodi (1998-1999)
- Bella bland kryddor och kriminella – serie TV, episodio 1x03 (2002)
- Skeppsholmen – serie TV, episodio 2x02 (2003)
- Linné och hans apostlar – miniserie TV, 2 episodi (2004)
- Coachen – miniserie TV, 2 episodi (2005)
- Mäklarna – serie TV, episodio 1x09 (2006)
- Labyrint – serie TV, episodio 1x01 (2007)
- Wallander – serie TV, episodio 2x06 (2009)
- Livet i Fagervik – serie TV, episodio 2x05 (2009)
- Solsidan – serie TV, episodio 1x02 (2010)
- Omicidi a Sandhamn (Morden i Sandhamn) – serie TV, 3 episodi (2011)
- En pilgrims död – miniserie TV, episodio 1x02 (2013)
- Jordskott – serie TV, episodio 1x02 (2015)
- Beck – serie TV, episodio 5x04 (2015)
- Clash of Futures – serie TV, episodio 1x04 (2018)
- Stockholm Requiem (Sthlm Rekviem) – serie TV, 2 episodi (2018)
- Revansch – serie TV, 7 episodi (2019)
- Bonusfamiljen – serie TV, episodio 1x09 (2019)
- Love & Anarchy (Kärlek & Anarki) – serie TV, 3 episodi (2020)